# Kommercekollegiet
Kommercekollegiet var betegnelsen for en administrativ enhed under enevælden som væsentligst tog sig af finansielle sager. Det bestod med afbrydelser og omlægninger fra 1668 til 1848, og var undertiden også underlagt andre grene, såsom politi og toldvæsen.
Kommercekollegiet var et led af den såkaldte kollegiale administration under enevælden; det bestod til forskellige tider dels som særlig afdeling, dels forenet med andre grene af centraladministrationen (politi-, toldvæsen, landvæsen).
Kollegiet havde dog — i alt fald fra 1735 — sine egne kontorer (underafdelinger), hvorigennem sager vedrørende handel, fabriks- og industridrift etc. behandledes, forinden de forelagdes det samlede kollegium til afgørelse.

## Det første kommercekollegium
Kommercekollegiet oprettedes 1. oktober 1668, men fik først sin instruks 22. september 1670. Bl.a. henhørte skibsmålingsforretningerne herunder; men efter at disse forretninger ved resolution af 14. november 1691 udskiltes, høres der intet mere til Kollegiet. Man kan imidlertid finde Kommercekollegiets 1670-91 arkiv på Københavns Stadsarkiv.

## Andet kommercekollegium
1704-1708 bestod et Kommercekollegium, oprettet ved instruks af 26. januar 1704. Ved Instruks af 23. marts 1708 forenedes Kollegiet med de tilforordnede ved politivæsenet i København til et "Politi- og Kommercekollegium". Ifølge lønningsreglementerne fra 1724 var dette Kollegium forenet med magistraten i Købehavn, indtil det ophævedes ved forordningen af 5. januar 1731.
Denne forening gav anledning til, at Kollegiets arkiv næsten gik fuldstændig til grunde ved Branden 1728 af Københavns Rådhus.

## Tredie kommercekollegium
1735-1768 udgjorde Kollegiet en afdeling under "General-, Lands-, Økonomi- og Kommercekollegiet" (reskript af 5. december 1735).
Ved forordningen af 15. februar 1768 oprettedes Generalkommercekollegiet som en afdeling af "General-Toldkammer- og Kommercekollegiet", men ved forordningen af 4. juni 1771 henlagdes det, sammen med flere andre kollegier under Johann Friedrich Struensees styrelse, til Finanskollegiet og ophævedes helt ved forordningen af 18. juli 1771.
Ved reskript af 14. januar 1773 blev de ældre kollegier for det meste genoprettede, således også "Generallandøkonomi- og Kommercekollegiet".
Ved reskript af 9. februar 1816 forenedes Kommercekollegiet (ligesom i 1768-71) med det "Vestindisk-Guineiske Rente- samt Generaltoldkammer" til et "Generaltoldkammer- og Kommercekollegium".

## Efter 1848
Fra marts 1848 kom Generaltoldkammer- og Kommercekollegiet under ledelse af handelsministeren — og benævnedes derfor jævnlig Handelsministeriet —, men da kollegiet hævedes ved kundgørelse af 24. november 1848, overgik de under det sorterende sager vedrørende handel (undtagen hvad der ifølge sagens natur kom til at sortere under Udenrigsministeriet), industri-, kanal-, havne-, vandbygnings- og fabriksvæsenet til Indenrigsministeriet.